# Flickorna i Dagenham
Flickorna i Dagenham är en brittisk film från 2010 i regi av Nigel Cole.

## Om filmen
Flickorna i Dagenham är en brittisk film i samma anda som Kalenderflickorna och Allt eller inget. Filmen är baserad på händelserna runt strejken 1968 som kvinnorna på Fords bilfabrik i Dagenham genomförde i protest mot sexuell diskriminering. När de i protest marscherade till Westminster bar de en banderoll med texten ”We want sexual equality”. I huvudrollen ses Golden Globe-belönade Sally Hawkins.

## I rollerna
- Sally Hawkins - Rita O'Grady
- Miranda Richardson - Barbara Castle
- Rosamund Pike - Lisa
- Bob Hoskins - Albert
- Richard Schiff - Robert Tooley
- Daniel Mays - Eddie
- Jaime Winstone - Sandra
- Andrea Riseborough - Brenda
- Kenneth Cranham - Peter Hopkins
- John Sessions - Harold Wilson